# Wilton (Wiltshire)
Wilton es una parroquia civil y una villa de la autoridad unitaria de Wiltshire, en el condado de Wiltshire (Inglaterra).

## Geografía
Según la Oficina Nacional de Estadística británica, Wilton tiene una superficie de 10,61 km².

## Demografía
Según el censo de 2001, Wilton tenía 3873 habitantes (48,64% varones, 51,36% mujeres) y una densidad de población de 365,03 hab/km². El 17,43% eran menores de 16 años, el 72,4% tenían entre 16 y 74 y el 10,17% eran mayores de 74. La media de edad era de 41,48 años. Del total de habitantes con 16 o más años, el 26,08% estaban solteros, el 55,97% casados y el 17,95% divorciados o viudos.
El 93,6% de los habitantes eran originarios del Reino Unido. El resto de países europeos englobaban al 3,43% de la población, mientras que el 2,97% había nacido en cualquier otro lugar. Según su grupo étnico, el 99,05% eran blancos, el 0,62% mestizos, el 0,08% asiáticos, el 0,08% negros, el 0,08% chinos y el 0,1% de cualquier otro. El cristianismo era profesado por el 79,93%, el budismo por el 0,36%, el judaísmo por el 0,08% y cualquier otra religión, salvo el hinduismo, el islam y el sijismo, por el 0,21%. El 11,7% no eran religiosos y el 7,72% no marcaron ninguna opción en el censo.
1963 habitantes eran económicamente activos, 1905 de ellos (97,04%) empleados y 58 (2,96%) desempleados. Había 1609 hogares con residentes, 38 vacíos y 3 eran alojamientos vacacionales o segundas residencias.